# Grand Étang (La Réunion)
Pour les articles homonymes, voir Grand Étang (Guadeloupe).
Le Grand Étang est le plus important plan d'eau intérieur de l'île de La Réunion, département d'outre-mer français dans le sud-ouest de l'océan Indien. Situé sur le territoire communal de Saint-Benoît, il est alimenté par de nombreuses chutes d'eau comme les cascades du Bras d'Annette, et son niveau est très variable. 
Le Grand Étang à une superficie de 0,5 km2. Il est entouré au nord et au sud par de hauts remparts basaltiques qui forment une cuvette naturelle. Ce plan d'eau était autrefois un cours d'eau qui a été brusquement interrompu par une coulée volcanique 
Le Grand Étang était auparavant une propriété privée et on ne pouvait y accéder sans l'autorisation des propriétaires. En effet, par arrêté en date du 20 avril 1896, Eugène Lafosse avait été autorisé à prendre possession du domaine dit « Étang de Saint-Benoît » dans les conditions déterminées par le vote du Conseil général du 8 décembre 1892. 

## Alimentation
L'étang est alimenté par la ravine de l'étang et par la pluviométrie qui peut être très importante sur ce site. Les eaux de la ravine alimentent directement l'étang uniquement en période de crue. Le reste du temps, ces eaux s'infiltrent dans le sol avant d'atteindre le plan d'eau et l'alimentent indirectement. La surface du Grand Étang est soumise à des variations de hauteur fréquentes, importantes et rapides pendant l'hiver austral : on observe parfois un assèchement total de l'étang (comme en janvier 2008), alors que pendant la période cyclonique il peut atteindre des profondeurs supérieures à 10 m. Les pertes de l'étang sont de deux types : l'évaporation sur la surface d'eau libre du plan d'eau et la fuite par le sol et principalement dans les zones amont (zone à galets et sable séparant la ravine et l'étang) et aval (zone à scories affleurantes). Le climat est globalement chaud et humide, les pluies sont abondantes (2000 à 5000 mm par an) et réparties sur l’année.

## Analyse physico-chimique
Les eaux de l'étang sont très faiblement minéralisées. Cela se traduit par la présence de cations et d'anions en faible concentration. Il est à noter une absence totale de carbonate et une faible concentration en calcium, caractéristique des eaux volcaniques. La présence de dioxyde de silicium en quantité importante (concentration inférieure à 10 mg/l), est également caractéristique des eaux volcaniques. Les eaux de l'étang présentent un potentiel hydrogène (PH) légèrement inférieur à 7. 

## Faune et flore
Le Grand Étang concentre une avifaune relativement importante, notamment des espèces endémiques des Hauts de l'île, du tarier de la Réunion (Tec-tec) au papangue (busard de Maillard), le seul rapace de l'île, et au merle pays, une espèce protégée, en passant par l'oiseau la Vierge. On trouve par ailleurs à proximité de nombreux tangues (hérissons malgaches). On notera que certains spécimens de geckos verts de Hauts évoluant entre l'étang et la forêt Mourouvin portent un point bleu caractéristique sur le cou.
L'étang est riche en espèces de poissons, invertébrés et amphibiens (Sclerophrys gutturalis et Ptychadena mascareniensis). On recense également 9 espèces zooplanctoniques. Aucun poisson n'est naturellement présent sur le site, les espèces souvent rencontrées (Le guppy et le carassin doré) sont exotiques et nuisent fortement aux espèces aquatiques. Le site est connu entre autres aspects pour accueillir une population remarquable de Streptocephalus reunionensis, un crustacé encore peu étudié aujourd'hui.
La flore est également caractéristique. On trouve notamment près de l'étang des fougères arborescentes et des pestes végétales comme le goyavier, dont les fruits régalent les randonneurs qui entreprennent le tour du plan d'eau, lequel demande une heure.
La forêt aux alentours du Grand Étang se situe dans la série mégatherme hygrophile appelée localement forêt de Bois de couleur des Bas. La forêt tropicale humide de basse altitude est principalement composée d’espèces végétales appartenant à la famille des Sapotacées. La stratification du couvert forestier est relativement complexe et la canopée est dense.

## Dans la littérature
Le Grand Étang est présenté comme l'un des sites où étaient autrefois installés des camps d'esclaves marrons, d'après le texte littéraire de Théodore Pavie paru le 1er avril 1845 dans la Revue des deux Mondes sous le titre Une Chasse aux nègres-marrons. Le guide qui accompagne le narrateur au cours d'une excursion près de la source de la rivière des Marsouins lui assure à cette occasion que celui qui bordait le plan d'eau était « le moins inaccessible de ces camps secondaires où ils ne s'établissaient qu'en passant et toujours avec défiance, parce qu'on n'avait pu les y surprendre ». Il précise que « de là, ils s'abattaient par la ravine Sèche sur les habitations de Saint-Benoît et de Sainte-Rose, et remontaient par la plaine des Cafres pour descendre dans les vallées de Saint-Pierre ». Il ajoute également que « le palmiste, qui croissait en abondance sur ces hauteurs, leur fournissait une nourriture facile », les fuyards ayant par ailleurs « planté des bananiers et quelques racines », aidés en cela par le soleil.
Sur ce, le guide raconte une expédition contre le camp à laquelle il prit part durant sa jeunesse alors qu'il n'avait que dix-sept ans. Quelques Noirs furent capturés, mais il se blessa, et un respectable chasseur d'esclaves fut emporté par un cours d'eau au terme d'un duel avec un fugitif malais qui tourna mal. Le gros de la bande de marrons parvint à s'échapper.